# Lenny (Buggles)
Lenny is een nummer van de Britse band Buggles uit 1982. Het is de tweede single van hun tweede studioalbum Adventures in Modern Recording.
"Lenny" is een new wavenummer met een vrolijk geluid. Het nummer werd enkel een hit in Nederland, waar het een bescheiden 23e positie behaalde in de Nederlandse Top 40.

## Tracklijst
7"
- "Lenny" - 3:12
- "Blue Nylon" - 2:27